# Wolfsheringe
Die Wolfsheringe (Chirocentrus) sind eine Gattung heringsartiger Raubfische. Diese Fische haben relativ lange Körper. Sie leben in warmen Flachgewässern vom Roten Meer bis nach Japan und Australien.

## Merkmale
Es gibt zwei Arten, die ca. einen Meter lang werden und von silbriger Farbe sind, mit bläulichem Rücken. Ihr Körper ist langgestreckt und seitlich stark zusammengedrückt. Die Bauchkante bildet einen scharfen Kiel. Die Schuppen sind klein, die Rückenflosse steht über der Afterflosse und hat 16 bis 18 Flossenstrahlen. Die Bauchflossen sind klein. Die Kiefer tragen lange, scharfe Fang- und feine Bürstenzähne.
Die Gattung Chirocentrus ist die einzige rezente der Familie Chirocentridae. Aus der Oberkreide von Bolivien ist noch Gastroculpa bekannt. In der Fisch-Anatomie ist Chirocentrus von einiger Reputation, weil er angeblich der einzige Teleosteer sein sollte, dessen Mitteldarm noch Spuren des Spiraldarms zeigt, wie ihn die meisten primitiveren Fische (z. B. die Haie) haben. Doch liegt in Wahrheit nur eine seichte umlaufende Furche (zur Oberflächen-Vergrößerung) vor, die mit ca. 40 Umgängen mit dem Spiraldarm etwa von Amia nichts zu tun hat.

## Arten
- Chirocentrus dorab (Forsskål, 1775)
- Chirocentrus nudus  Swainson, 1839

Beide Arten werden kommerziell gefischt.